# Струя (физика элементарных частиц)
Адронная струя образуется несколькими элементарными частицами, летящими в одном направлении в узком конусе. Физическая причина образования струи — адронизация кварка или глюона с большой энергией (намного большей, чем масса пиона). В природе адронные струи образуются только искусственным образом, в экспериментах в физике высоких энергий.

## Адронные струи в современных экспериментах
Экспериментально адронные струи изучаются при анализе энергии, оставленной заряженными частицами в калориметре детектора частиц. Обычно, калориметр разбит на множество небольших ячеек, в которых измеряется «высвеченная» энергия адронов, то есть энергия взаимодействия заряженных частиц или фотонов с материалом калориметра. Ячейки играют роль отдельных частиц для струи, и из них можно реконструировать струю и измерить некоторые её характеристики.
Примеры важных экспериментальных техник, необходимых для изучения адронных струй:
- Реконструкция струи (например, простой конусный алгоритм реконструкции или kT алгоритм)
- Техника компенсации нейтральной компоненты струи (энергии, унесённой нейтральными частицами)
- Тагирование аромата кварков (например, b-тагирование).

## Образование струй
Струи образуются в процессах рассеяния элементарных частиц, где рассеиваются или рождаются цветные объекты партоны, кварки или глюоны. Типичные процессы, где образуются струи, — аннигиляция электрона и позитрона в состояние гамма-квант/Z-бозон, при распаде которого образуется 2 кварка. Далее кварки адронизуются и образуют струи. Впервые такие события (их называют двухструйные события) наблюдались в экспериментах на электрон-позитронном коллайдере SPEAR в лаборатории SLAC (США) в 1975 г.
Вероятность получить определённое состояние со струями при рассеянии протонов можно посчитать используя пертурбативные методы квантовой хромодинамики и функции распределения партонов в протоне. Более точно, можно посчитать сечение рождения двух кварков, например в древесном приближении, тогда импульсы кварков будут соответствовать направлению струй в событии.
{\displaystyle \sigma _{ij\rightarrow q_{1}q_{2}}=\sum _{i,j}\int dx_{1}dx_{2}d{\hat {t}}f_{i}^{1}(x_{1},Q^{2})f_{j}^{2}(x_{2},Q^{2}){\frac {d{\hat {\sigma }}_{ij\rightarrow q_{1}q_{2}}}{d{\hat {t}}}},}
где {\displaystyle x}, {\displaystyle Q^{2}} — переменная Фейнмана (доля импульса начального протона, которую несёт партон) и переданный импульс в процессе, соответственно; {\displaystyle {\hat {\sigma }}_{ij\rightarrow q_{1}q_{2}}} — сечение процесса образования двух кварков {\displaystyle q_{1}} и {\displaystyle q_{2}} из начальных партонов {\displaystyle i} и {\displaystyle j}; {\displaystyle f_{i}^{a}(x,Q^{2})} — партонное распределение для партона типа {\displaystyle i} в пучке {\displaystyle a}.
Топ-кварк, самая тяжёлая из известных частиц, в большинстве случаев распадается на три адронные струи, которые обычно направлены в разные стороны.

## Фрагментация струи
Из-за эффекта адронизации вылетающий из точки столкновения кварк или глюон (далее будем говорить о партоне) излучает глюоны и кварк-антикварковые пары. Это явление сродни тормозному электромагнитному излучению заряженной частицы, летящей в электромагнитном поле. Хромодинамическое поле создаётся, как другими частицами в точке столкновения, так и излучёнными самим партоном частицами.
Особенностью образования струи является обесцвечивание первоначального партона. Так как начальный партон имеет цвет, а струя должна состоять из бесцветных адронов (или продуктов их распадов), нельзя построить изолированный механизм образования струи без учёта взаимодействия с другими частицами в столкновении.
Механизм образования струи бесцветных адронов из нескольких цветных партонов, образовавшихся в результате эволюции струи, с учётом компенсации цвета, называют фрагментацией струи.

## Компьютерное моделирование струй
- Монте-Карло генератор Pythia (англ.)
- Монте-Карло генератор Herwig/Herwig++ (англ.)